# Episodi di Hard Sun
La prima stagione della serie televisiva Hard Sun, composta da 6 episodi, è stata trasmessa nel Regno Unito sul canale BBC One dal 6 gennaio al 10 febbraio 2018.
In Italia, la stagione è stata interamente pubblicata il 7 agosto 2018 su TIMvision.
| n° | Titolo originale                 | Titolo italiano | Prima TV UK      | Prima TV Italia |
| -- | -------------------------------- | --------------- | ---------------- | --------------- |
| 1  | The Sun, The Moon, The Truth     | Episodio 1      | 6 gennaio 2018   | 7 agosto 2018   |
| 2  | One Thousand, Eight Hundred Days | Episodio 2      | 13 gennaio 2018  | 7 agosto 2018   |
| 3  | Luke 21:25                       | Episodio 3      | 20 gennaio 2018  | 7 agosto 2018   |
| 4  | Can You Hear Him Now?            | Episodio 4      | 27 gennaio 2018  | 7 agosto 2018   |
| 5  | Not the End of the World         | Episodio 5      | 3 febbraio 2018  | 7 agosto 2018   |
| 6  | Sun Day                          | Episodio 6      | 10 febbraio 2018 | 7 agosto 2018   |